# Pic del Pla de l’Estany
Pic del Pla de l’Estany (lub Pic des Bareytes) – szczyt górski w Pirenejach Wschodnich. Administracyjnie położony jest na granicy Andory (parafia La Massana) z Francją (departament Ariège). Wznosi się na wysokość 2851 m n.p.m.
Na wschód od Pic del Pla de l’Estany usytuowany jest szczyt Pic de Médécourbe (2914 m n.p.m.), na północny wschód Pic de l’Angonella (2815 m n.p.m.), natomiast na południowym wschodzie położony jest Pic de les Fonts (2749 m n.p.m.). Na południowy wschód od szczytu znajdują się jeziora Estanys de Montmantell.